# Mouvement des pionniers
Le Mouvement des Pionniers est une organisation internationale de jeunesse inspirée du scoutisme mais indépendante de celui-ci et spécifique des pays communistes, où le scoutisme traditionnel est interdit. Cette organisation a été créée afin d’enbrigader la jeunesse. L'organisation des Pionniers est fondée par les bolcheviks en Union soviétique le 19 mai 1922. En 1925, elle est étendue à la Mongolie, deuxième État communiste au monde, et à partir de 1949 aux pays communistes européens, à la Chine communiste, à la Corée du Nord, dans les autres pays communistes d'Asie et à Cuba.
Les partis communistes des pays capitalistes ont, eux aussi, leurs Pionniers : c’est le cas du Parti communiste français avec les Pionniers de France,.
Les pionniers communistes sont à distinguer des pionniers scouts, grade succédant aux Éclaireurs dans certains mouvements scouts de Belgique (SGPB, FSBPB), du Canada (ASC), de France (SGDF, ÉÉUF, SMF, FCF) et de Suisse (MSdS).

## Descriptif

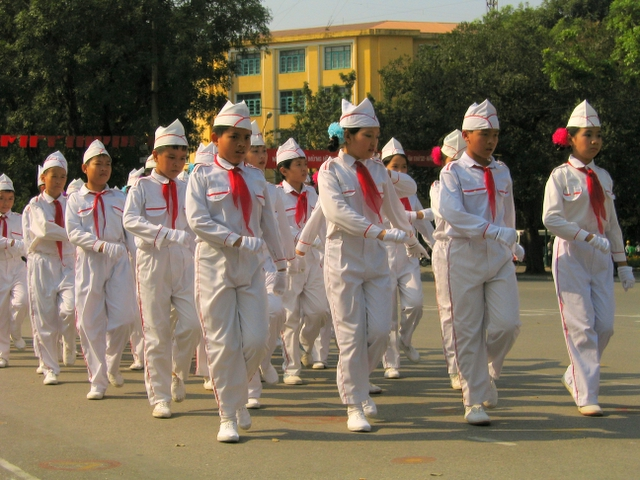
Pionniers vietnamiens défilant à Hanoi.

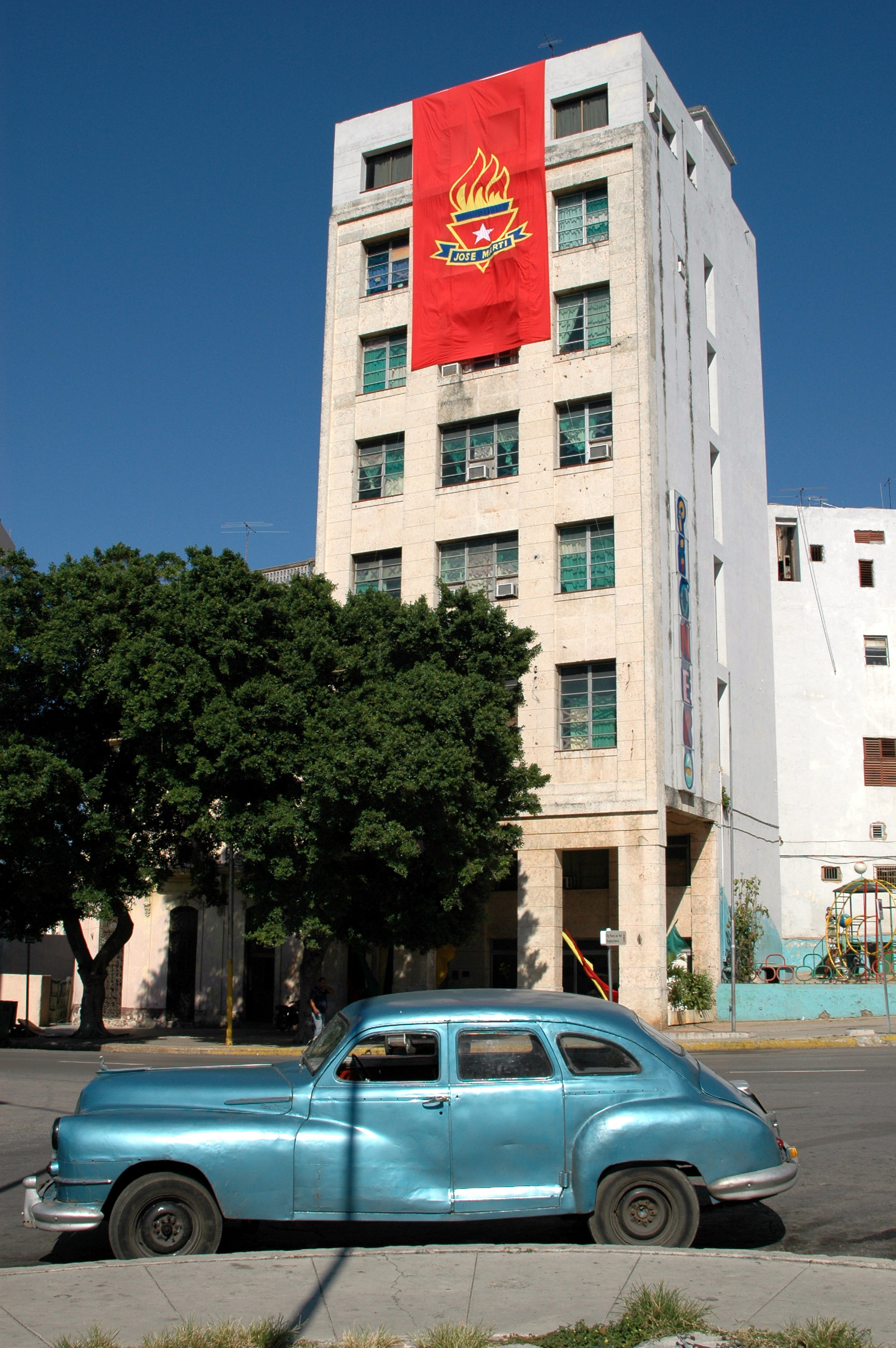
Siège des Pionniers cubains à La Havane.

Le but premier du mouvement des Pionniers communistes, qui ne faisait qu'un avec l'institution éducative, était l'éducation communiste, idéologique, patriotique et militaire de la jeunesse : il était étroitement lié au monde scolaire, avec des activités non seulement d'éducation politique, mais aussi sportive, culturelle et paramilitaire. Dans les villes, des « palais des pionniers » accueillaient les activités, et des colonies de vacances de Pionniers les engageaient en outre à participer aux « travaux patriotiques volontaires » dans les chantiers ou les kolkhozes voisins, afin de parfaire leur éducation à la fois politique et physique. Les jeunes de 10 à 14 ans devaient obligatoirement faire partie de l'organisation et porter un foulard rouge noué autour du cou lorsqu'ils étaient à l'école ; l'uniforme comportait toujours ce foulard rouge sur une chemise blanche, quels que soient les autres éléments, selon les périodes et les pays. Un emblème commun à la plupart des pays était la torche à trois flammes rouges symbolisant l'ardeur révolutionnaire, la discipline et l'obéissance.
Faire partie des Pionniers était considéré comme une étape préparatoire aux jeunesses communistes (komsomol en URSS), organisation des jeunes communistes de 14 à 29 ans, et l'on devenait pionnier après avoir été « Octobriaste » (октябрята) ou « Faucon de la patrie » (selon les pays) de 5 à 9 ans (foulard bleu). Le Pionnier prêtait serment de fidélité « au Parti et à la Patrie », et devait participer à des séances de sport, d'entraînement militaire et de travaux volontaires collectifs qui lui valaient des bons points de conduite. Ne pas être Pionnier était une forme d'exclusion, concernant les « cancres », les « voyous » et les enfants des « ennemis du peuple » (c'est-à-dire ceux des citoyens « douteux », des dissidents ou opposants politiques : voir les articles nomenklatura, princes rouges et songbun),.
En Europe centrale et orientale, l'organisation disparut en même temps que la dislocation de l'URSS et du bloc communiste dans les années 1990.
Au XXIe siècle, des mouvements de Pionniers existent en Chine, en Corée du Nord, au Viêt Nam et à Cuba (où le mouvement s'appelle « Organización de Pioneros José Martí » : voir Pionniers cubains (en)).

### URSS

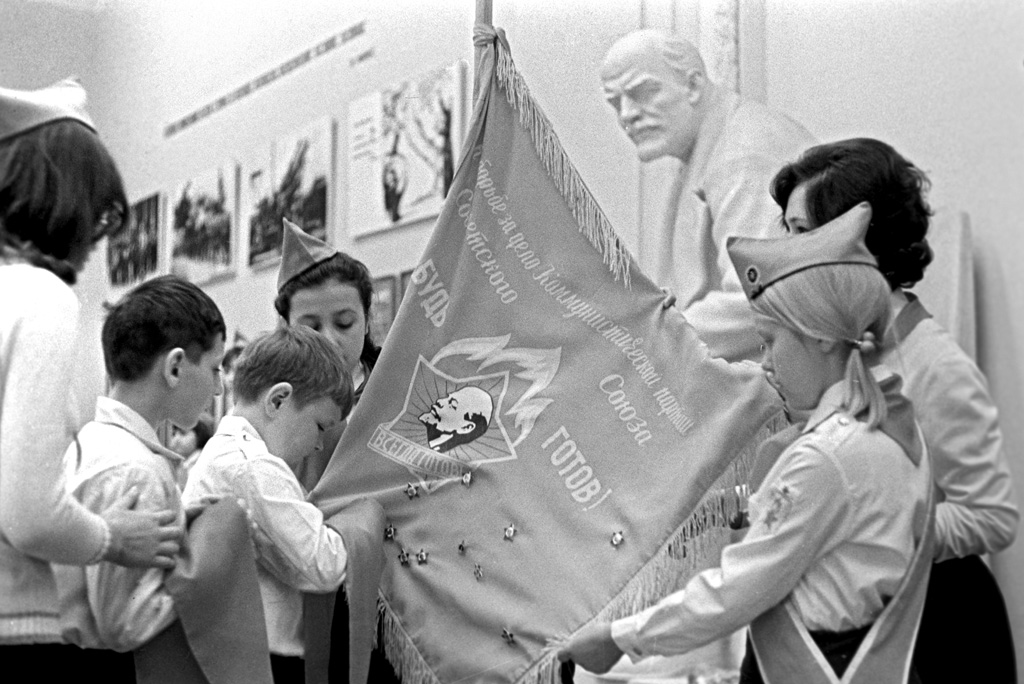
En URSS, de petits octobristes deviennent Pionniers en prêtant serment sur le fanion au musée Lénine (1981).

En URSS, les Pionniers étaient organisés par petits groupes d'une dizaine de jeunes, formant un premier échelon en un « maillon » (звено) ; les maillons étaient regroupés dans un « détachement » (отряд) d'une trentaine de Pionniers. L'ensemble des détachements d'une école (correspondant aux classes) formaient une « troupe » (дружина), dirigée par un moniteur membre du Komsomol local. Les Pionniers avaient leur journal, la Pionerskaïa Pravda (Пионе́рская пра́вда en russe, signifiant « Vérité des pionniers ») et leur direction dépendait du Komsomol, organisation de la jeunesse communiste qui, à son tour, était soumise aux directives du Parti communiste de l'Union soviétique.
Toujours en URSS, apparait en 1967 le jeu officiel Zarnitsa, une sorte d'« intervilles » des Pionniers pratiqué, la plupart du temps, dans les colonies de vacances parmi lesquelles la plus grande fut Artek. Pendant le jeu, les Pionniers se divisent en plusieurs équipes, ils éliminent leurs adversaires en leur arrachant les épaulettes et ont pour mission ultime la prise du drapeau de l'équipe adverse. Le mouvement ne faisait qu'un avec l'institution éducative : chaque classe constituait une équipe de Pionniers, chaque école formait un groupe réunissant toutes les équipes.
Le mouvement des Pionniers comptait 4 000 adhérents en URSS en 1922, 170 000 en 1924, et jusqu'à 1,1 million en 1939.

### Chine

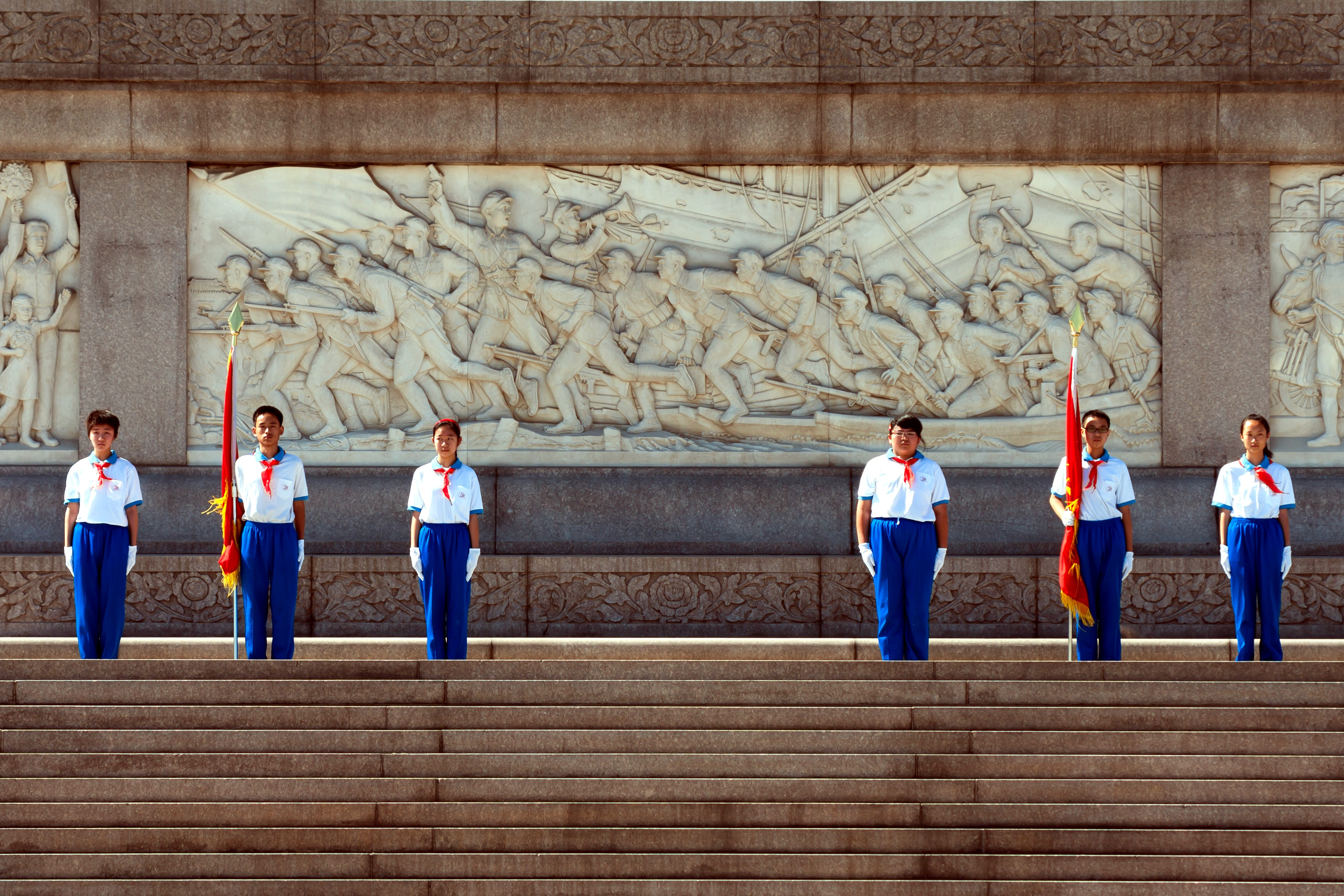
Pionniers chinois gardant le mémorial de la Longue Marche, place Tian'anmen à Pékin.

Les Pionniers de Chine (中国少年先锋队 ; 中國少年先鋒隊 ; Zhōngguó shàonián xiānfēngduì; abbr. 少先队 ; 少先隊 ; shàoxiānduì) sont un mouvement de jeunesse communiste pour les enfants et les jeunes de la république populaire de Chine. Les Pionniers de Chine sont organisés sur le modèle soviétique et sont dirigés par la Ligue de la jeunesse communiste chinoise, une organisation pour les jeunes plus âgés et qui est elle-même sous l'égide du P.C.C. Le mouvement a été créé le 13 octobre 1949 et a pris son nom actuel en juin 1953.
Entre sa fondation en 1921 et la fondation de la république populaire de Chine en 1949, le Parti communiste chinois a lancé plusieurs autres mouvements de jeunesse, pour les enfants plus jeunes ou plus âgés. Pendant la Révolution culturelle (1966-1976), le mouvement des Pionniers est renommé « Petits gardes rouges », équivalent pour la jeunesse des Gardes rouges, exécuteurs de la Révolution culturelle. Le nom de « Jeunes Pionniers » est restauré en octobre 1978.

### Autres pays

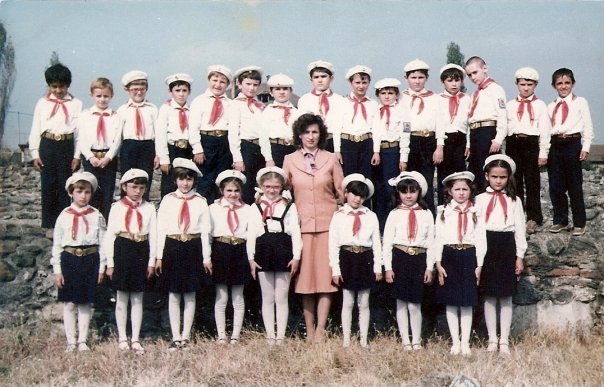
Un détachement de Pionniers roumains en 1986.

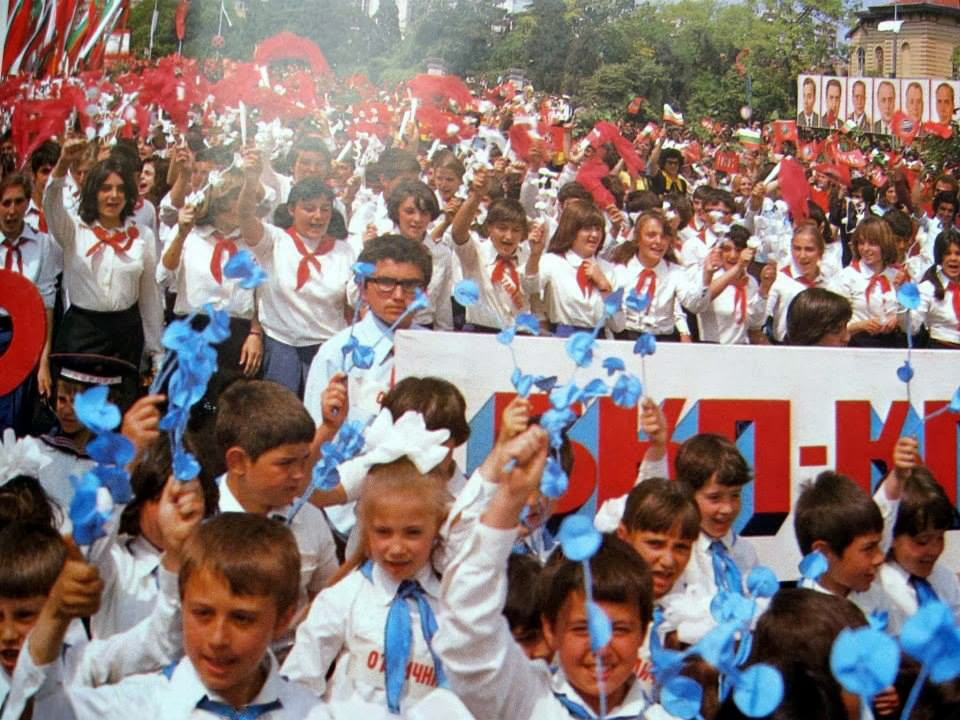
Rassemblement de Pionniers à Varna, en Bulgarie. Devant eux, les petits « Faucons » au foulard bleu.

L'organisation des Pionniers « Ernst Thälmann » était la branche est-allemande du mouvement ; la branche tchécoslovaque s'appelait « union socialiste de l'organisation de jeunesse des Pionniers » (Pionýrská Organizace Socialistického Svazu Mládeže) et la branche hongroise, l'Úttörő. En Roumanie communiste, tant les « Faucons de la patrie » Șoimii patriei que les Pionniers recevaient des galons ou grades comme celui de « Pionnier d'avant-garde » (Pionier de frunte), donnant une autorité sur les autres camarades, mais aussi plus de responsabilités. Les deux mouvements ensemble totalisaient en 1982, environ 330 000 membres, alors que le Parti communiste roumain en regroupait 2,1 millions (sur une population de 20 millions). La branche bulgare était nommée « Organisation dimitrovienne » (en l'honneur de Georgi Dimitrov) « des Pionniers septembristes » (en l'honneur de l'arrivée de l'Armée rouge en Bulgarie en septembre 1944 : Димитровска пионерска организация септемврийче) ; le nombre de Pionniers était estimé à 690 000 en 1967 (pour une population de 6 millions).
Bien que non alignée sur l'URSS, la Yougoslavie communiste avait ses propres Pionniers, placés naturellement sous l'autorité de la ligue communiste ; même chose pour l'Albanie d'Enver Hoxha y compris après qu'elle a quitté le bloc de l'Est en 1956 pour se placer dans l'orbite chinoise.
Il y a également eu des Pionniers en Afrique, en Angola en tant que jeunesse du MPLA communiste, en Côte d'Ivoire, en république populaire du Congo en tant que mouvement de jeunesse du parti congolais du travail, en Éthiopie communiste et au Burkina Faso à l'époque de Thomas Sankara.

## Galerie

Timbres et insignes à la gloire des Pionniers
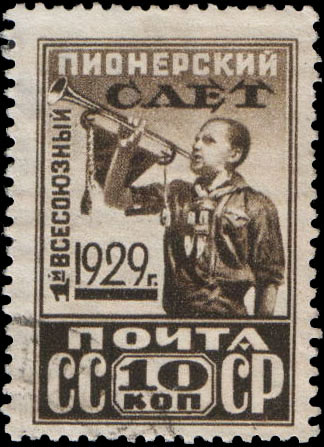
1929
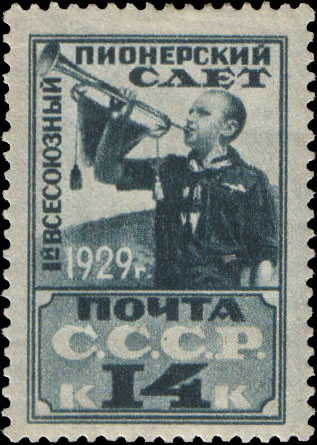
1929
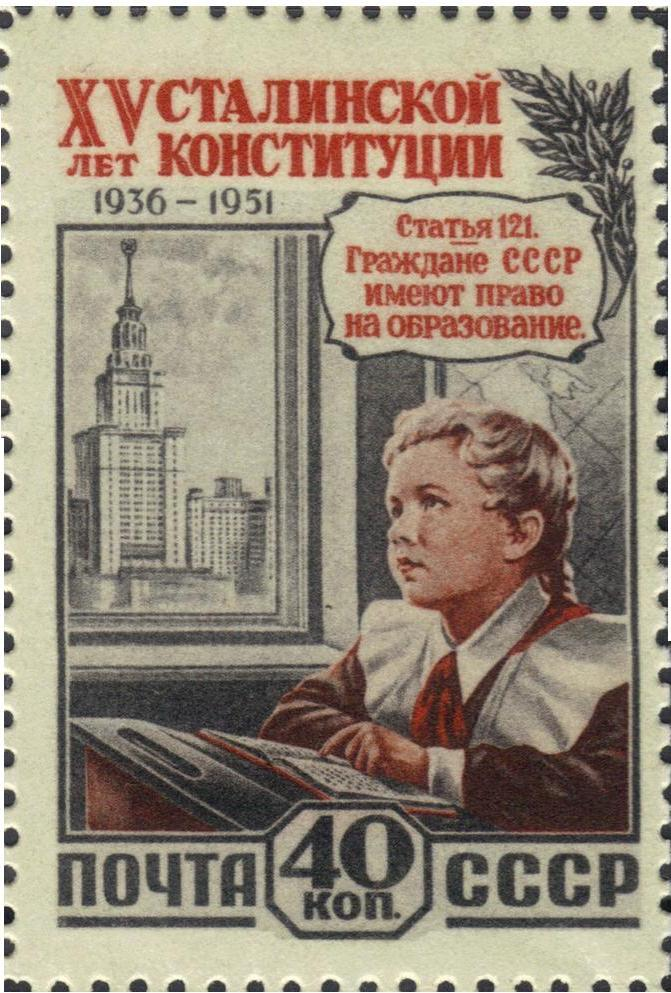
1952
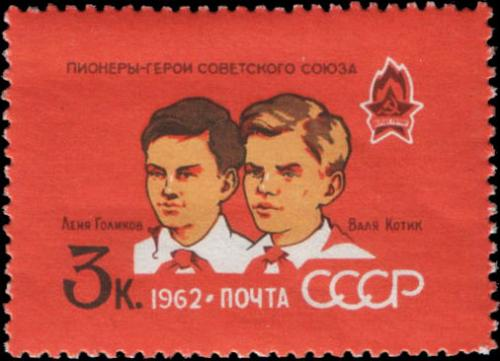
1962
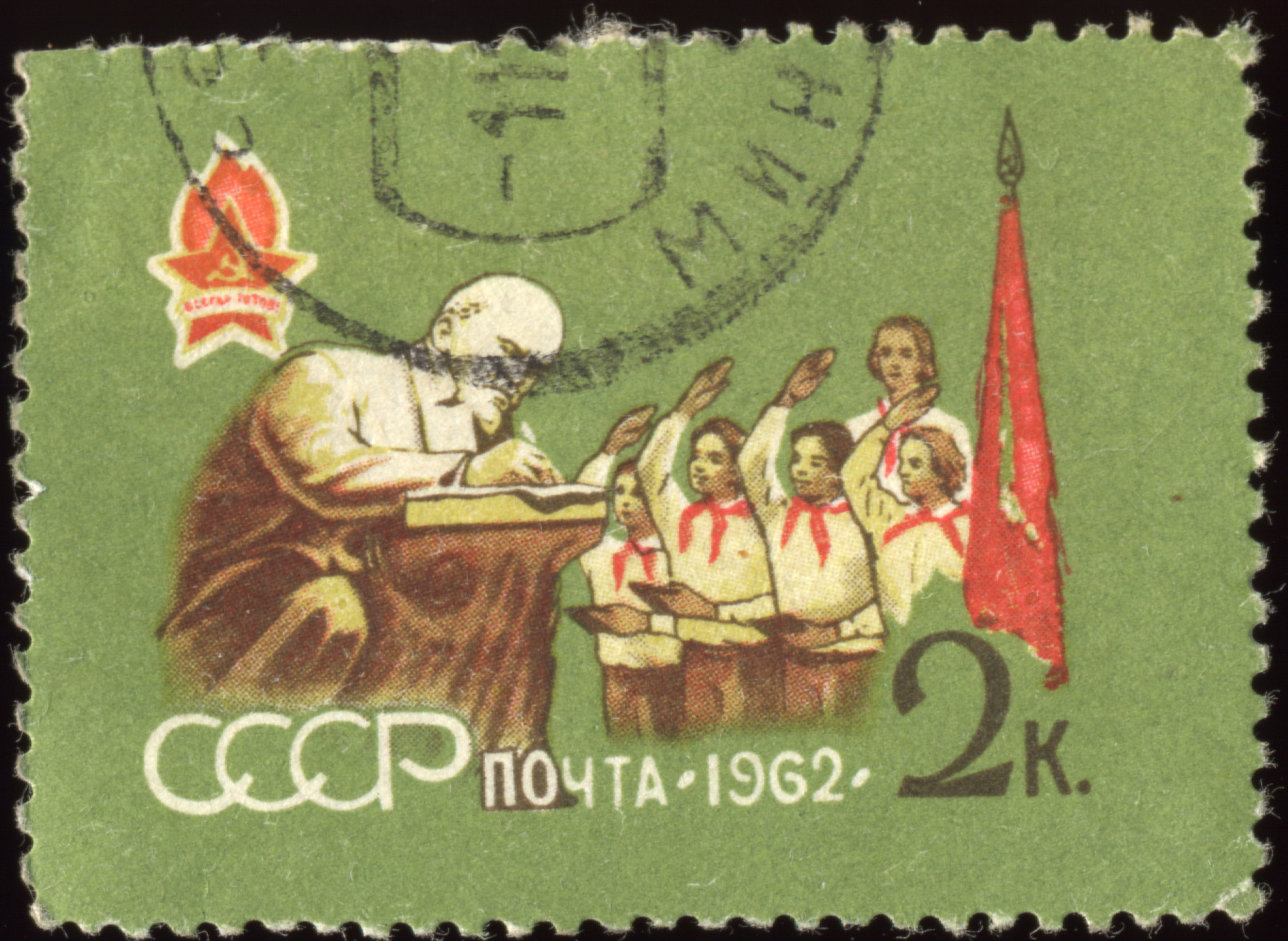
1962
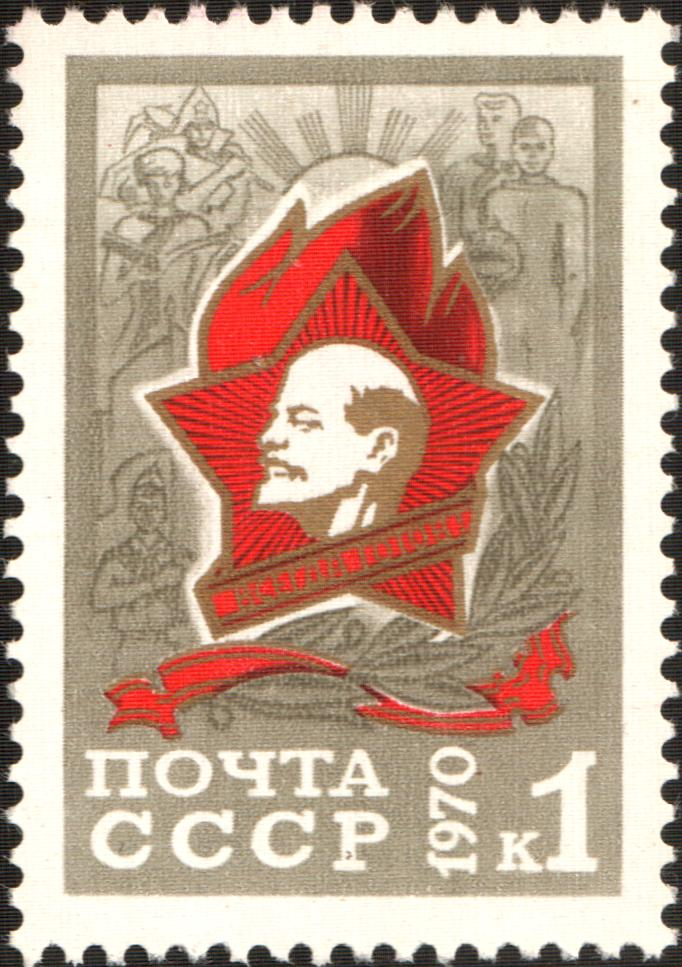
1970
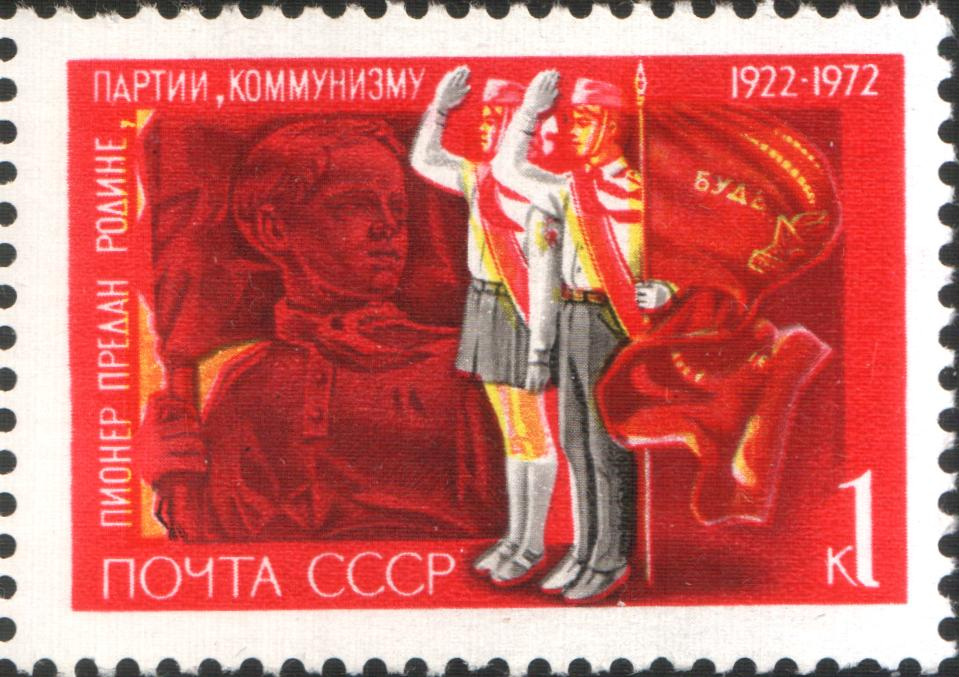
1972 : 50e anniversaire de la création du mouvement
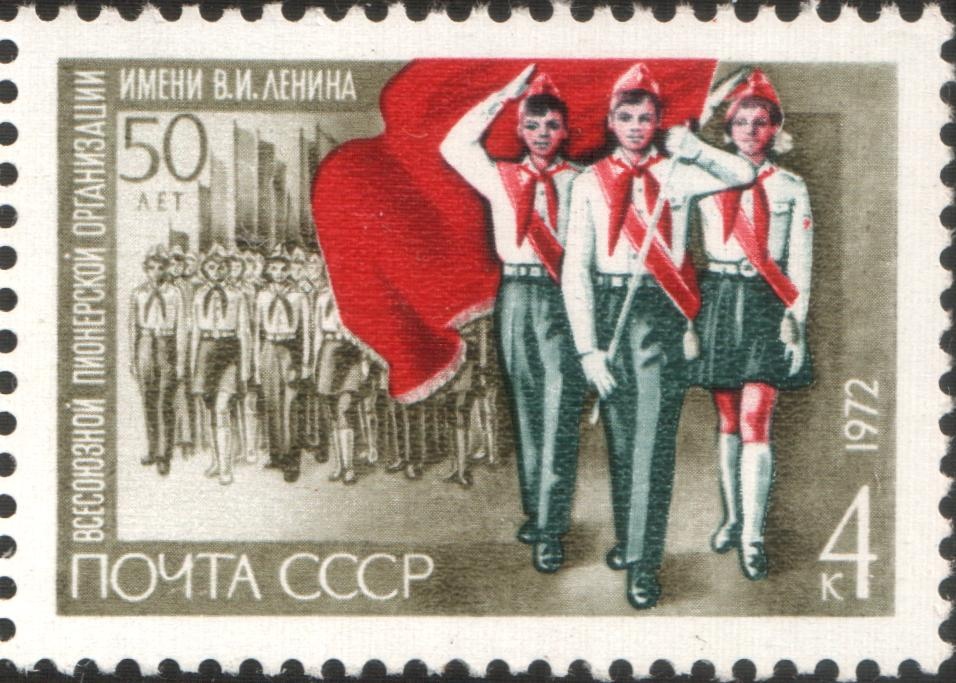
1972 : 50e anniversaire de la création du mouvement
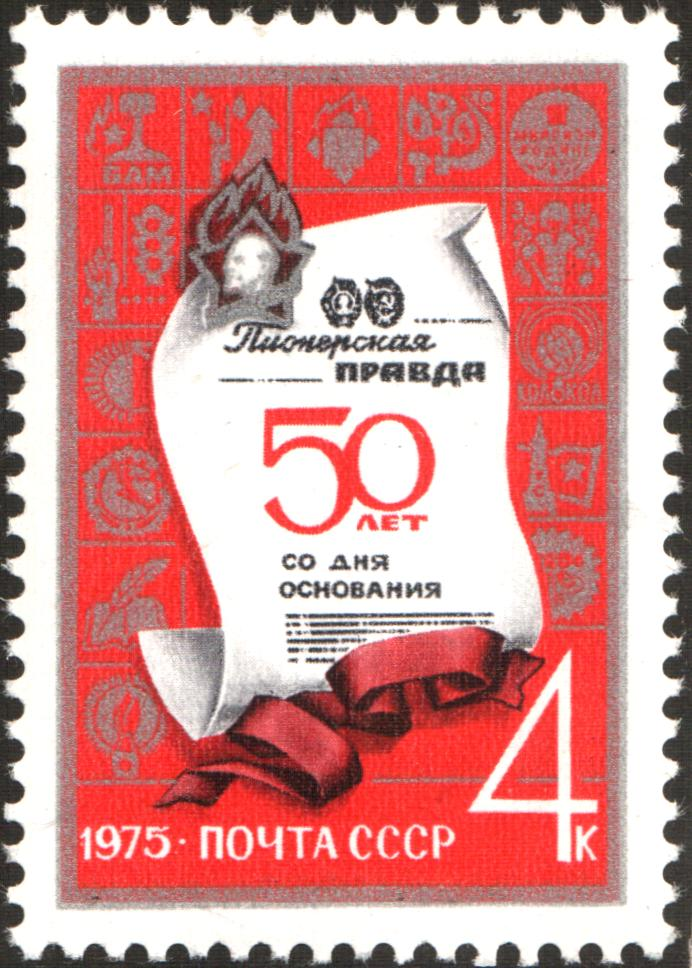
1975, évoquant le journal Pionerskaïa Pravda
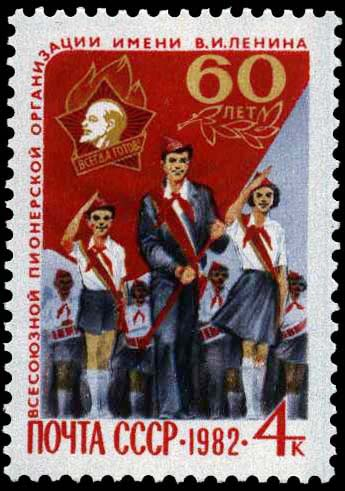
1982
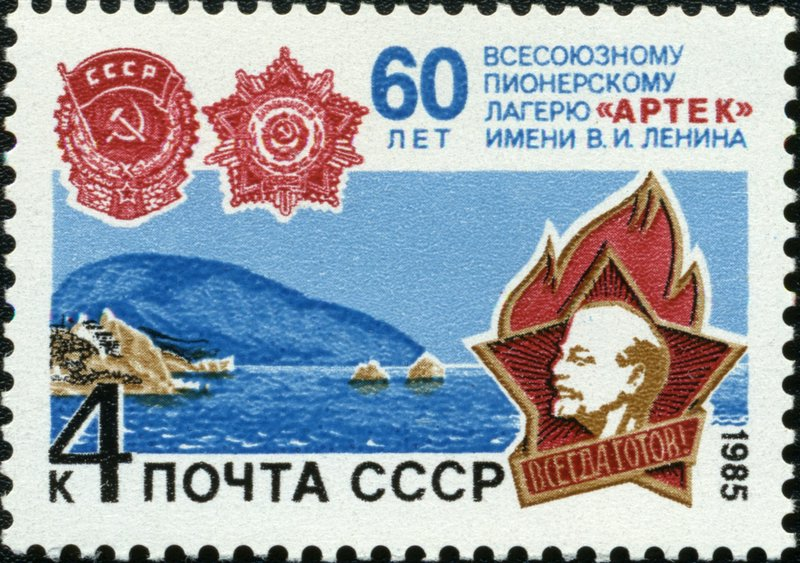
1985, évoquant le camp d’Artek
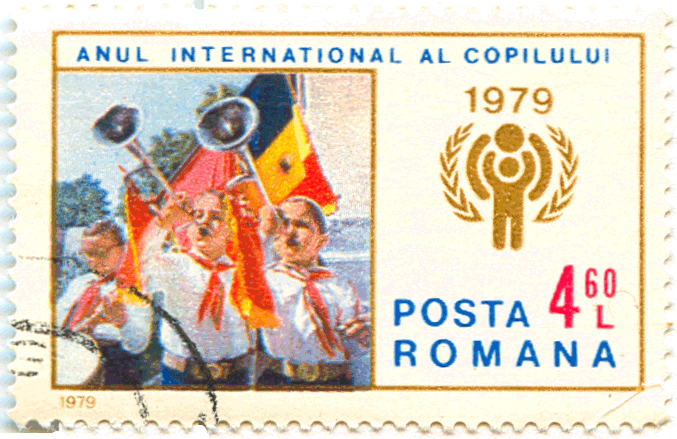
Timbre roumain présentant des Pionniers pour l’année internationale de l'enfance en 1979
Insigne des Pionniers soviétiques (inscription : « Toujours prêts ! »)
Insigne des Pionniers est-allemands (inscription : « Sois prêt ! »)
Insigne des Pionniers hongrois (inscription : « En avant ! »)
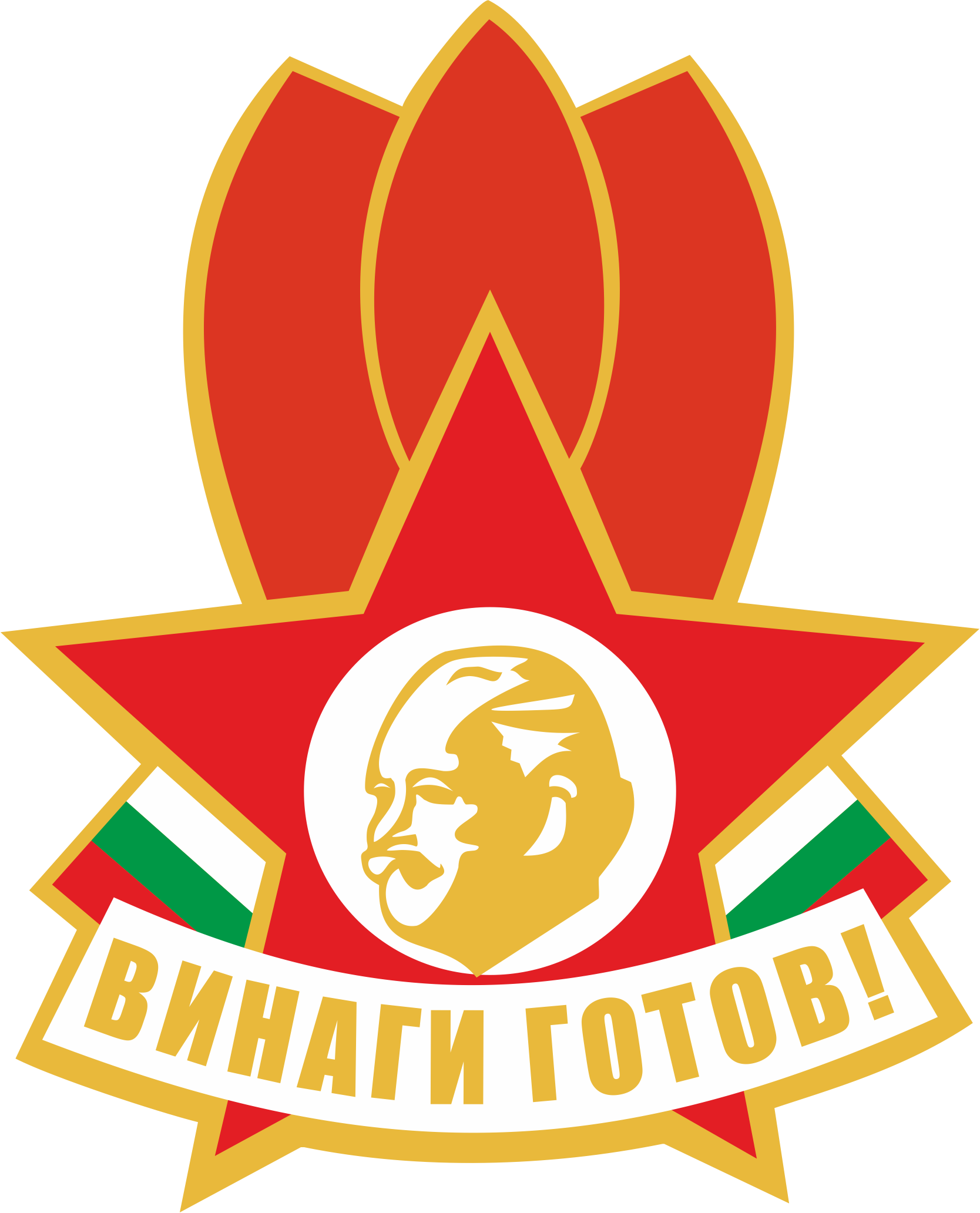
Insigne des Pionniers bulgares (portrait : Georgi Dimitrov ; inscription : « Toujours prêts ! »)
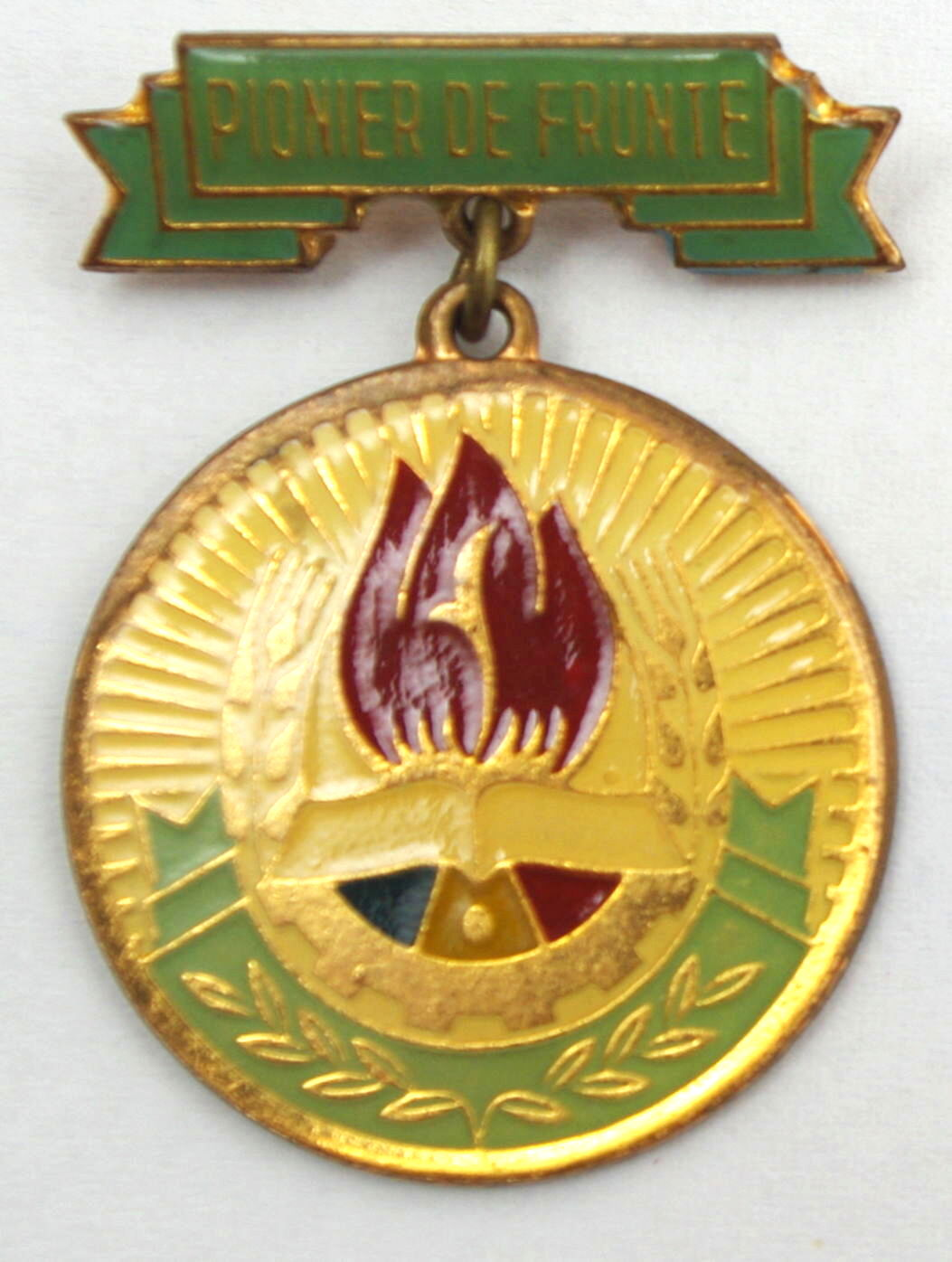
Insigne roumain de Pionnier d'avant-garde.